# Scania perlucida
Scania perlucida là một loài bướm đêm thuộc họ Noctuidae. Nó được tìm thấy ở vùng Magallanes và Antartica Chilena của Chile và Ñorquinco và Río Negro in Argentina.
Sải cánh dài khoảng 32 mm. Con trưởng thành bay vào tháng 2.
Ấu trùng ăn các loài Fabaceae và other magnoliopsida.